# 詹姆斯·焦耳
詹姆斯·普雷斯科特·焦耳 FRS FRSE（1818年12月24日—1889年10月12日），英國物理學家。在研究热的本质时，发现了热和功之间的转换关系，并由此得到了能量守恒定律，並在最终推導出热力学第一定律。而国际单位制导出单位中，能量的单位之一——焦耳，就是以他的名字命名。他和开尔文合作发展了温度的绝对尺度。他还观测过磁致伸缩效应，借而发现了導體电阻、通過導體电流及其產生熱能之间的关系，也就是常称的焦耳定律。

## 早年

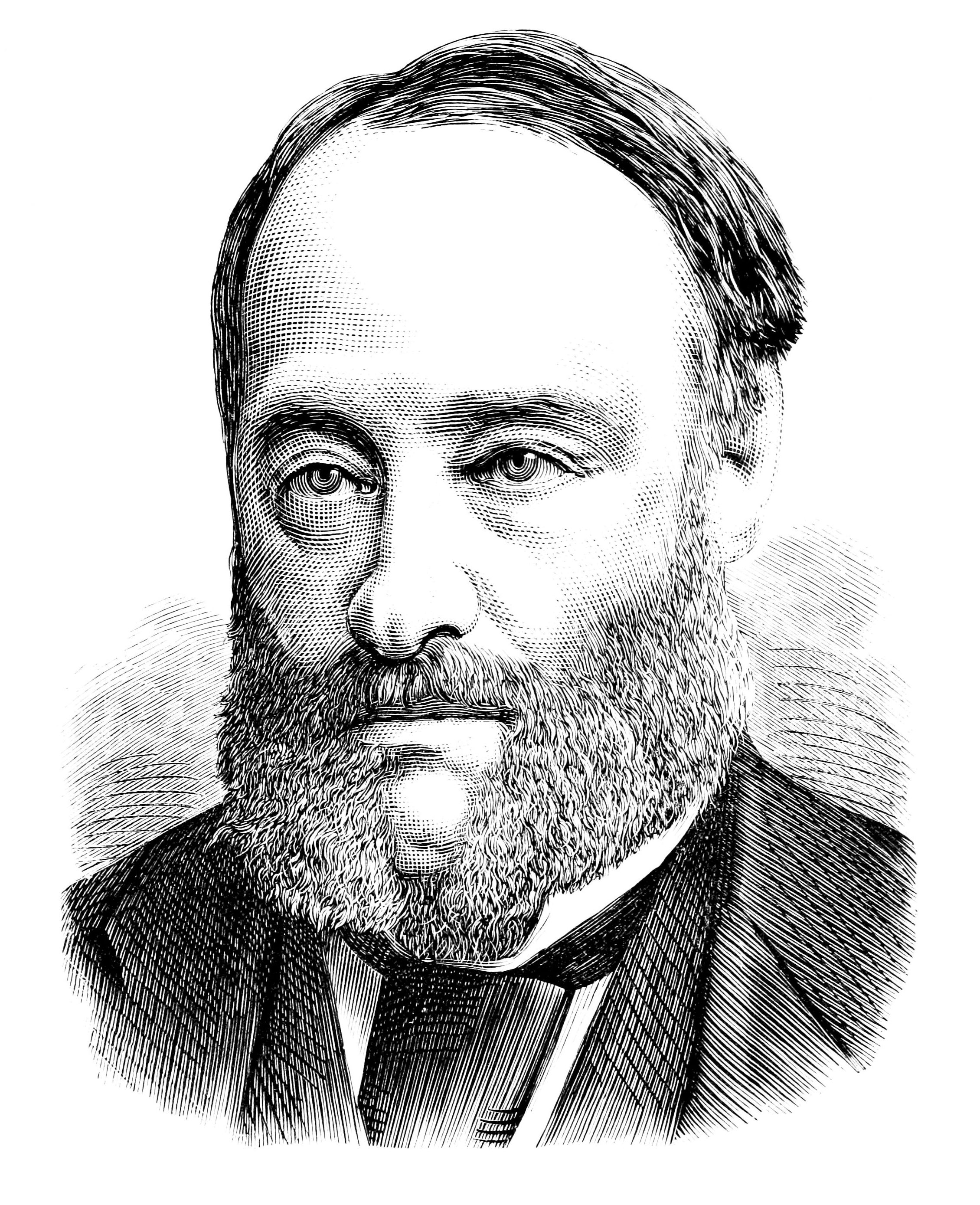
1892年的焦耳肖像

焦耳生于英格蘭北部曼徹斯特城的郊外索爾福德，他的父亲是本杰明·焦耳（Benjamin Joule，1784-1858），一个富有的酿酒师，他的母亲为爱丽丝·普雷斯科特·焦耳（Alice Prescott Joule）。焦耳出生时他们家在索爾福德的新貝利街，与他家的啤酒廠毗鄰。焦耳在年幼时因为身体健康原因一直在索爾福德附近彭德尔伯里的一个家庭学校里就学。1834年，16岁的焦耳和他的哥哥本杰明被送到曼彻斯特文学与哲学学会的道尔顿的门下学习。焦耳兄弟俩跟随道尔顿学习了两年算术和几何。后来道尔顿因中风而退休。但是跟随道尔顿的这段经历影响了焦耳的一生。焦耳后来又受约翰·戴维斯指导。焦耳兄弟俩对电学非常着迷，曾经实验相互电击，还拿家里的仆人们做过实验。
焦耳在受道尔顿指导期间，于1835年進入曼徹斯特大學就讀。毕业后开始参加经营自家的啤酒廠，直到1854年卖出啤酒厂，他在经营上都一直很活跃。科学开始只是焦耳的一个爱好，直到后来他开始研究用新发明的电动机来替换啤酒厂的蒸汽机的可行性。1838年，他的第一篇关于电学的科學論文被发表在《电学年鉴》（Annals of Electricity）上。这份学术期刊是由戴維斯的同事威廉·斯特金创办和主持的。在1840年，他得出了焦耳定律的公式，本来准备让皇家学会大吃一惊的，可后来发现自己被仅仅当作乡下的业余爱好者。当斯特金在1840年搬到曼彻斯特后，他和焦耳成为了这个城市知识分子的核心。他俩同感，科学和神学应该并且可能整合在一起。焦耳开始在斯特金的皇家维多利亚实践科学讲座上开办讲座。
他后来认识到，在蒸汽机烧1磅煤所产生的热量是在革若夫电池（一种早期的电池。）里消耗1磅锌所发出热量的5倍。焦耳对“经济负荷”（economical duty）的通常标准是，将1磅重量抬升1英尺的能力，即英尺-磅。。
焦耳被弗朗兹·艾皮努斯的想法所影响，试图用被“振动形态的热质以太（calorific ether in a state of vibration）”所环绕的原子来解释电学和磁。
然而焦耳的兴趣从有关可以从给定来源提取多少功这样的狭隘的经济问题开始转向，最终到思考能量的可转换性。在1883年他发表了一些实验结果，显示他在1841年所定量化的热效应是因为导体本身的发热，而不是从装置其他部分传来的热量。这个结论对当时的热质说是一个直接的挑战。热质说认为，热量既不能被创造，也不能被销毁。自从被拉瓦锡在1783年提出后，热质说一直是热学领域的主导性的理论。拉瓦锡的影响力再加上尼古拉·卡诺自1824年所提出的关于热机的热质理论在实践中的成功，使得既不在学术界又不在工程界的年轻的焦耳看起来前途坎坷。热质说的支持者准备指出，热电效应的对称性说明热能和电能是（至少大约）可以被一个可逆过程所相互转化的。

## 热功当量
焦耳在他1845年的文章里写道：
……推动磁-电转换器（magneto-electric machine）的机械能最终被“转换为热能”，而热能的产生是因为电流通过线圈产生感应。在另一方面，电池里的化学反应所产生的热能提供了电-磁发动机（electro-magnetic engine）所需的动能。

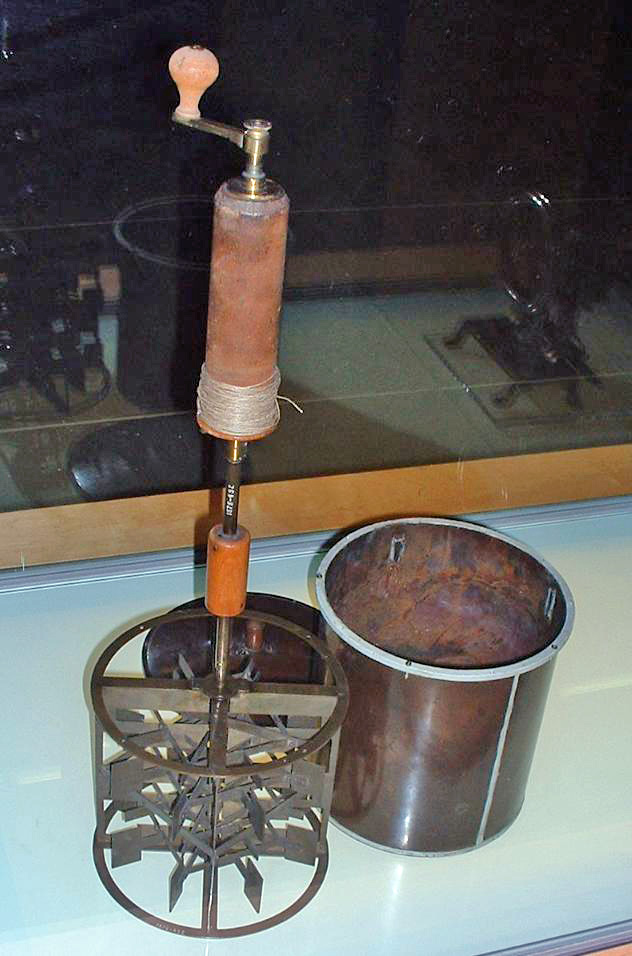
焦耳在1845年测量热功当量的装置

焦耳在这里采用了“活力（vis viva）”（能量用语）的说法, 可能是因为霍奇金森（Hodgkinson）已经读了一篇于1844年4月发表在文学和哲学学会的对爱华德的“论动力的测量（On the measure of moving force）”这篇文章的评论。
通过进一步的实验和测量，焦耳估计“热功当量”为，838ft·lbf的功可以使1磅水的温度升高1℉，相当于4.51 J/cal。1843年他在于科克召开的英国科学协会的一次会议的化学分场里宣布了他的结果，迎来的是一片沉默。
尽管遭遇到冷遇，焦耳还是不屈不饶的开始寻找一种纯机械的方法来显示功和热之间的转化。靠迫使水流过穿孔的圆柱，他能够测量到轻微的粘滞加热（viscous heating）。他测得热功当量为770 ft·lbf/Btu（4.14 J/cal）。用电学方法和机械方法得到的热功当量值至少在同一数量级上的事实对焦耳来说，是证明热和功的可转化性这一事实的有力证据。
焦耳接着又尝试了第三条路。他测量了压缩空气所产生的热量，得到热功当量的值为823 ft·lbf/Btu（4.43 J/cal）。这个实验为焦耳的批评者提供了一个最容易的目标发表各种异议，但最后都被焦耳通过聪明的实验设计将预期中那些的反对给解决了。但是他的文章还是被皇家学会拒绝，他不得不改在《哲学杂志》上发表。在这篇文章中，焦耳直截了当地抛弃了尼古拉·卡诺和克拉佩龙的热质说，但他的神学的动机也变得很明显：
我认为这个理论……违反了被认可的哲学原则。因为它会得出活力可能会因实验装置的不正确设置而被销毁的结论。因此，克拉佩龙先生得出推论，“当火焰的温度比锅炉高1000°C到2000°C时，热量从火炉向锅炉传递时会损失大量的活力。”因为坚信毁灭的力量是只属于造物主的，我断言……任何理论，如果在提出时要求了湮灭的力量，就肯定是错误的。
1845年，焦耳在英国协会的于剑桥举办的会议上宣读了他的论文“论热功当量”。在这份论文中，他报导了他最著名的实验。通过重物下落时的机械功来转动一个放置于隔热水桶中的带轉槳的转轮，转动会使水温升高。由此他测得的热功当量为819 ft·lbf/Btu（4.41 J/cal）。
1850年，焦耳发表了一个修正的测量值，772.692 ft·lbf/Btu（4.159 J/cal）。这个值很接近20世纪初期采用的值，4.1860 J/cal。

## 理论的反响和与开尔文的合作

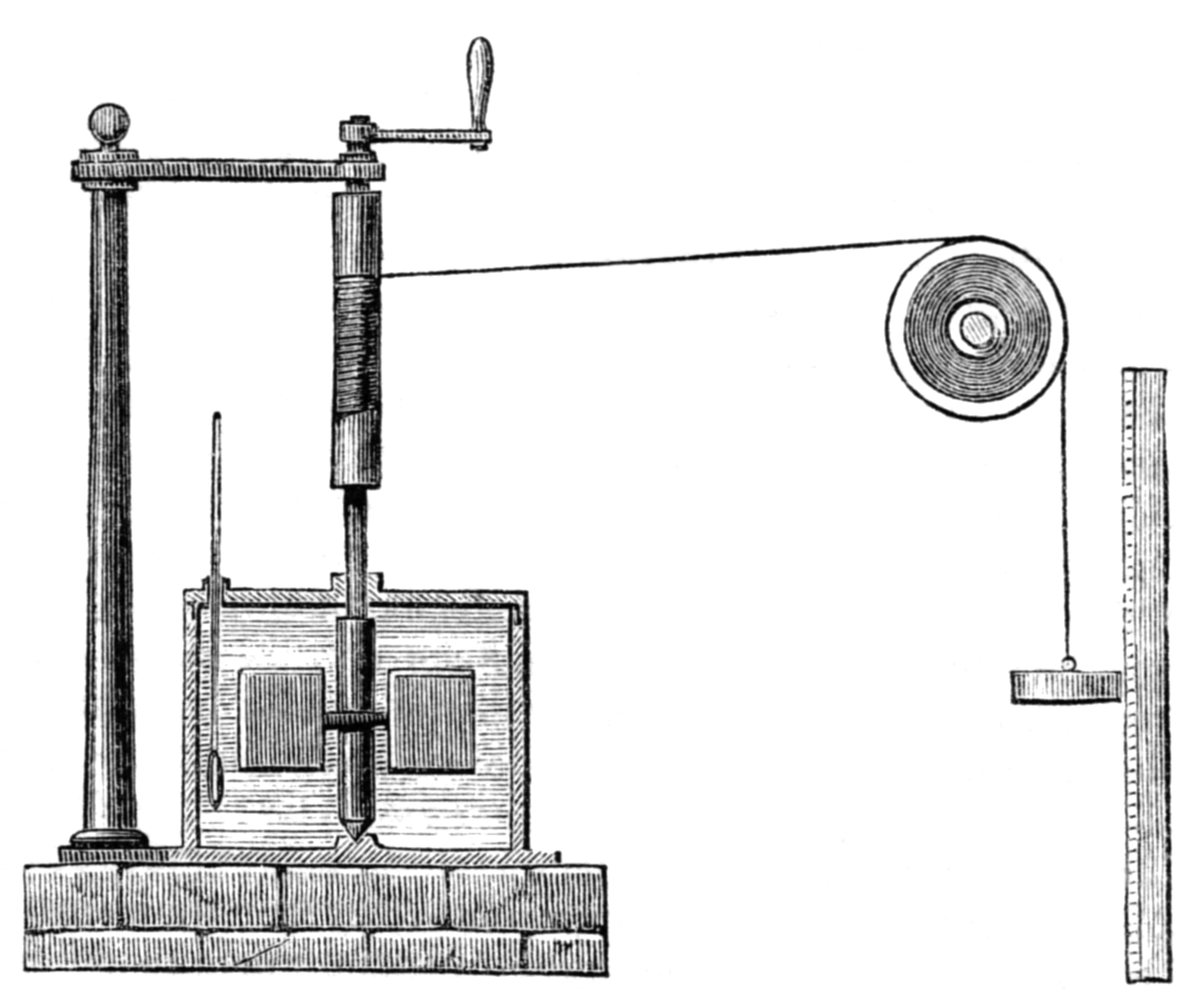
焦耳测量热功当量的装置的示意图

最初对焦耳的工作的一些反对是因为他的工作依赖于极端精确的测量。他声称可以将温度的测量精确到1⁄200℉（3mK）以内。这个精度在当时的实验物理领域是很不寻常的。不过焦耳的怀疑者可能忘了焦耳在酿酒方面的经历。而且他还得到测量仪器制作家约翰·本杰明·丹瑟的大力支持。
德国的赫尔曼·亥姆霍兹却开始熟悉焦耳的工作以及尤利乌斯·罗伯特·冯·迈尔在1842的类似研究。虽然这两人在各自发表了自己的工作后都被一直忽视，但亥姆霍兹在1847年结论性的宣布能量守恒定律时承认了他俩的贡献。
此外在1847年英国协会于牛津的会议上，焦耳也做了一个报告，当时的听众中有乔治·斯托克斯、迈克尔·法拉第，以及当时已经被格拉斯哥大學聘为教授的年轻新人威廉·汤姆森（开尔文男爵）。斯托克斯“倾向成为一个焦耳主义者（inclined to be a Joulite）”；法拉第虽然心存怀疑但还是“被焦耳的理论所震惊（much struck with it）”；开尔文被迷住了，但还是有所怀疑。
这一年的晚些时候，开尔文与焦耳又在霞慕尼不期而遇。焦耳当时刚和阿米莉娅·葛萊姆絲（Amelia Grimes）在8月18日结婚后来到此地度蜜月。尽管焦耳还在婚礼的热情中，他还是和开尔文安排了几日后去测量色朗契斯瀑布顶部和底部的温度差。焦耳認為瀑布沖下時的能量改變，會稍微增加水的熱量與溫度。但是在大自然下，還有許多其他的因素會影響水溫，所以他们没有收获。
虽然开尔文觉得焦耳的结果需要理论的解释，但他还后退并为卡诺-克拉佩龙学派辩护。当开尔文在1848年报导绝对温度时，他写到，“热量（或者卡路里）转化为机械能的效应不太可能且肯定无法证实”。但是在他的一个脚注里暗示了他的最初的对热质说的怀疑，他参考了焦耳的“非常让人印象深刻的发现”。当焦耳读到开尔文的一篇文章后写信给他，声称自己的实验已经显示了热量向功的转化，但还是在准备做更进一步的实验。让人吃惊的是，开尔文没有回寄给焦耳他自己文章的拷贝。开尔文在回信中提到，他正在准备自己的实验，并且希望能调和两人的观点。虽然开尔文在之后的两年里并没有进行新的实验，但他越来越不满卡诺的理论，转而相信焦耳的观点。在1851的文章里，开尔文愿意做一个折中，承认“整个热的动能理论是基于……两个……前提，分别是焦耳和卡诺-克拉佩龙的理论（the whole theory of the motive power of heat is founded on ... two ... propositions, due respectively to Joule, and to Carnot and Clausius）”。
当焦耳一读到这篇文章，他马上写信给开尔文谈了他的评论和问题。随后俩人开始通过大量的通信开始了富有成果的合作。焦耳进行实验，开尔文分析实验结果并建议进一步的实验。这个合作从1852年持续到1856年，他们的成果中包括有焦耳-湯姆孫效應。关于这个成果的发表论文使得焦耳的研究和分子运动论被广为接受。

## 分子運動論
动力学是有关运动的科学。焦耳是道尔顿的学生，所以不奇怪他深深信任原子理论，而尽管同时代的许多科学家还在怀疑该理论。他也是少数能够接受当时还在被忽视的约翰·赫帕斯的气体的动力学理论的人之一。他后来深深的被彼得·爱华德在1813年的一篇文章“论动力的测量（On the measure of moving force）”所影响。
焦耳察觉到了他的发现和热动力学理论之间的关系。他的实验笔记表明，他相信热是旋转运动而不是平移运动的一种形式。
焦耳无法抗拒在弗兰西斯·培根、艾萨克·牛顿爵士、约翰·洛克、伦福德伯爵和汉弗里·戴维爵士等前人那找到自己观点的前例。虽然这些观点都是有道理的，但焦耳还是根据伦福德发表的文章估计出一个热功当量值，1034 ft·lbf/Btu。一些现代作者已经从根本上批判了这个方法，认为伦福德的实验无法代表着系统的定量测量。在焦耳的一篇个人笔记中，他断言迈尔的测量并不比伦福德的更精确，可能希望迈尔没有参加过他自己的工作。焦耳对解释綠閃光现象也有所贡献，他在1869年给曼彻斯特文学与哲学学会的一封信中提到这个现象。

## 榮譽与头衔
在50多年的学术生涯中，焦耳所获得的荣誉和头衔有：
- 皇家学会院士（1850）
  - 皇家獎章（1852）
  - 科普利獎（1870）
- 曼彻斯特文学与哲学学会（英语：Manchester Literary and Philosophical Society）主席（1860）
- 英国科学协会主席（1872、1887）
- 荣誉学位：
  - LL.D.，都柏林三一学院（1857）
  - DCL（英语：Doctor of Civil Law），牛津大学（1860）
  - LL.D.，爱丁堡大学（1871）

- 由王室专款（英语：civil list）拨出的津贴，每年200英镑，以奖励他对科学的奉献（1878）
- 皇家文艺学会的阿尔伯特奖章（英语：Albert Medal (RSA)）（1880）

1889年10月11日，焦耳在塞爾的家中逝世，被埋葬在该市的布鲁克兰公墓。在他的墓碑上刻有数字“772.55”，这是他在1878年的关键测量中得到的热功当量值。墓碑上还刻有约翰福音的一段话，“趁著白日，我們必須做那差我來者的工；黑夜將到，就沒有人能做工了”（约翰 9:4）。位于索尔的威瑟斯本酒馆改为以他的名字命名。
- 尽管焦耳没有葬于西敏寺，但还是在那为他举行了纪念仪式。
- 由阿尔弗雷德·吉尔伯特完成的塑像坐落在曼彻斯特市政厅中，与道尔顿的塑像相对。

## 代表作
- Joule, J. P. . London: Dawsons of Pall Mall. 1963.

## 参見
- 焦耳
- 焦耳定律